# 中留武昭
中留武昭（なかどめ　たけあき、1940年3月19日-　）は、日本の教育行政学者、九州大学・鹿児島県立短期大学名誉教授。学校経営が専門。

## 来歴
横浜市生まれ。旧姓・稲葉。1964年明治学院大学文学部英文科卒、同大学院修士課程修了、1970年青山学院大学大学院文学研究科教育学博士課程満期退学。九州学院大学講師、1978年埼玉工業大学助教授、奈良教育大学助教授、教授、九州大学教育学部教授、人間環境学府研究院教授、1994年「アメリカにおける学校評価に関する研究」で九大教育学博士。2003年定年退官、名誉教授、九州女子短期大学教授、2004年西南女学院大学教授、2006年鹿児島県立短期大学長、名誉教授。元日本教育経営学会会長。日本教育経営学会功労賞、日本教育行政学会功労賞受賞。

## 著書
- 『変革を生みだす教育経営 参画意識を高める学年・学級経営』学事出版 1973
- 『戦後学校経営の軌跡と課題』教育開発研究所 1984
- 『学校経営の改善戦略』第一法規出版 1989
- 『スクールリーダーのための学校改善ストラテジー 新教育課程経営に向けての発想の転換』東洋館出版社 1991
- 『アメリカの学校評価に関する理論的・実証的研究』第一法規出版 1994
- 『学校指導者の役割と力量形成の改革 日米学校管理職の養成・選考・研修の比較的考察』東洋館出版社 1995
- 『学校経営の改革戦略 日米の比較経営文化論』玉川大学出版部 1999
- 『学校と地域とを結ぶ総合的な学習 カリキュラムマネジメントのストラテジー』教育開発研究所 2002
- 『自律的な学校経営の形成と展開 臨教審以降の学校経営の軌跡と課題』全3巻 教育開発研究所 2010
- 『大学のカリキュラムマネジメント 理論と実際』東信堂 2012
- 『カリキュラムマネジメントの新たな挑戦』(曽我悦子と共著)教育開発研究所 2015

### 共編著
- 『高校経営現代化の原理と方法』高野桂一共編 学事出版 1977
- 『校内研修を創る 日本の校内研修経営の総合的研究』編著 エイデル研究所 1984
- 『学校改善実践全集 15 教育実践に生きる研修』編著 ぎょうせい 1987
- 『実践学校経営診断 5 校内研修の診断』高野桂一共編著　ぎょうせい 1988
- 『講座教師の力量形成 第6巻 主任の役割と経営の力量』編 ぎょうせい 1989
- 『学校改善を促す校内研修』編 東洋館出版社 シリーズ『学校改善とスクールリーダー』 学校改善を促すスクールリーダー 1994
- 『学校文化を創る校長のリーダーシップ 学校改善への道』編著 エイデル研究社 1998
- 『課題を克服するための総合的な学習成功のカギ』編著 ぎょうせい 2002
- 『カリキュラムマネジメントが学校を変える 学校改善・単元開発・協働文化』田村知子共著 学事出版 2004
- 『カリキュラムマネジメントの定着過程 教育課程行政の裁量とかかわって』編著 教育開発研究所 2005

### 翻訳
- ウイリアム M.アレキサンダー編『価値形成の教育 未来の高校』学事出版 1975
- J.I.グッドラッド, K.A.シロトニック編『学校と大学のパートナーシップ 理論と実践』監訳 玉川大学出版部 1994
- T.E.デール, K.D.ピターソン編『校長のリーダーシップ』監訳 玉川大学出版部 1997
- T.E.デール, K.D.ピターソン『学校文化を創るスクールリーダー 学校改善をめざして』加治佐哲也,八尾坂修共訳 風間書房 2002

### 記念論文集
- 『21世紀の学校改善 ストラテジーの再構築 中留武昭教授退官記念論文集』論文編集委員会共編 第一法規出版 2003

## 論文
- Cinii